# Prosymna somalica
Prosymna somalica — вид змій родини Prosymnidae. Мешкає в Східній Африці.

## Поширення і екологія
Prosymna somalica мешкають на північному заході Сомалі, в Джибуті та в сусідніх районах Ефіопії. Вони живуть в пустелях, напівпустелях і акацієво-молочаєвих заростях, на висоті від 600 до 1500 м над рівнем моря. Відкладають яйця.